# Piłka nożna na Olimpiadzie Machabejskiej 1932
Wyniki turnieju piłki nożnej odbywającego się na Olimpiadzie Machabejskiej w roku 1932 w Tel Awiwie. Do rozgrywek zgłoszone zostały tylko dwie drużyny, Polski oraz Mandatu Palestyny.

## Wyniki
| 28 marca 1932 | Mandat Palestyny | 2–2 | Polska | Stadion Machabejski, Tel Awiw |
|               |                  |     |        |                               |

| 31 marca 1932 | Mandat Palestyny | 2–3 | Polska | Maccabi Ground, Petach Tikwa |
|               |                  |     |        |                              |

1. ↑  Mecz przerwano na skutek ciemności 15 minut przed końcem przy stanie 2:2.[1]